# Grand Prix na Żużlu 2002
Grand Prix IMŚ na Żużlu 2002 (SGP) to ósmy sezon rozstrzygania tytułu najlepszego żużlowca na świecie w formule Grand Prix. W sezonie 2002 22 żużlowców zmaga się o tytuł podczas 10 rund.

## Zasady
Wprowadzony w 1998 system knock-out uległ drobnej modyfikacji rezygnując m.in. z finału pocieszenia i wprowadzając dwa biegi z udziałem rozstawionej ósemki w fazie eliminacyjnej – tabela biegowa składała się z 25 wyścigów.

### Punkty GP
| 1. – 25 punktów 2. – 20 punktów 3. – 18 punktów 4. – 16 punktów 5. – 13 punktów 6. – 13 punktów 7. – 11 punktów 8. – 11 punktów | 9. – 8 punktów 10. – 8 punktów 11. – 7 punktów 12. – 7 punktów 13. – 6 punktów 14. – 6 punktów 15. – 5 punktów 16. – 5 punktów | 17. – 4 punkty 18. – 4 punkty 19. – 3 punkty 20. – 3 punkty 21. – 2 punkty 22. – 2 punkty 23. – 1 punkt 24. – 1 punkt |

## Zawodnicy
W każdej z eliminacji startowało 24 zawodników (22 stałych uczestników oraz dwóch z dziką kartą):
| - Czołowa dziesiątka z Grand Prix 2001: 1. Tony Rickardsson 2. Jason Crump 3. Tomasz Gollob 4. Ryan Sullivan 5. Leigh Adams 6. Billy Hamill 7 Mikael Karlsson 8. Todd Wiltshire 9. Mark Loram 10. Niklas Klingberg - Czołowa szóstka z GP Challenge 2001: 11. Greg Hancock 12. Nicki Pedersen 13. Scott Nicholls 14. Lukas Dryml 15. Carl Stonehewer 16. Andy Smith - Sześciu zawodników nominowanych (stałe dzikie karty): 17. Rune Holta 18. Matej Ferjan 19. Grzegorz Walasek 20. Andreas Jonsson 21. Sebastian Ułamek 22. Krzysztof Cegielski |

## 2002 Terminarz i wyniki
Kalendarz
| Data            | Grand Prix               | Zwycięzca        |        |
| --------------- | ------------------------ | ---------------- | ------ |
| 11 maja         | Hamar, Norwegia          | Tony Rickardsson | wyniki |
| 25 maja         | Bydgoszcz, Polska        | Tomasz Gollob    | wyniki |
| 8 czerwca       | Cardiff, Wielka Brytania | Ryan Sullivan    | wyniki |
| 22 czerwca      | Krško, Słowenia          | Ryan Sullivan    | wyniki |
| 6 lipca         | Sztokholm, Szwecja       | Tony Rickardsson | wyniki |
| 20 lipca        | Praga, Czechy            | Jason Crump      | wyniki |
| 31 sierpnia     | Göteborg, Szwecja        | Leigh Adams      | wyniki |
| 14 września     | Chorzów, Polska          | Nicki Pedersen   | wyniki |
| 28 września     | Vojens, Dania            | Tony Rickardsson | wyniki |
| 26 października | Sydney, Australia        | Greg Hancock     | wyniki |

Klasyfikacja generalna SGP 2002